# Пилипченко, Владимир Михайлович
Владимир Михайлович Пилипченко (27 января 1942, Ейск — 20 августа 2011, Воронеж) — советский тренер по прыжкам на батуте, заслуженный тренер СССР (1981).

## Биография
В 1964 году окончил Московский государственный институт физической культуры.
- С 1965 — старший тренер-преподаватель СДЮСШОР № 2 г. Воронежа, главный тренер Воронежской области по прыжкам на батуте.
- 1973—1987 — старший тренер сборных команд СССР и РСФСР. Воспитал неоднократных чемпионок мира и Европы Светлану Левину и Татьяну Лушину и 4 мастеров спорта СССР международного класса.
- 1975—1985 — председатель Федерации прыжков на батуте РСФСР.

Заслуженный тренер СССР по прыжкам на батуте (1981), заслуженный работник физической культуры РСФСР (1987), судья международной категории (1975). Награждён Почётным знаком Олимпийского комитета России «За заслуги в развитии олимпийского движения в России» (1997).

## Семья
Жена — Пилипченко Галина Павловна (р. 1943) — окончила Воронежский государственный университет, мастер спорта СССР и заслуженный тренер РСФСР по прыжкам на батуте.